# 塙直政
塙直政（生年不詳－1576年5月30日）是安土桃山時代的武將。織田氏家臣。尾張國春日井郡大野木城（現今名古屋市西區大野木町2丁目）城主。通稱九郎左衛門、備中守。別名是正勝、重友。後來被下賜九州名族的原田姓。養子是野口冬長。後妻是柴田勝家的女兒。妹妹是織田信長的側室（信長庶長子信正的母親）。
還有根據『寛政重修諸家譜』等記載，名字在日語下應該讀作，但是在第一手史料『多聞院日記』記作，『言繼卿記』甚至記作字。

## 生平
在尾張國春日井郡比良村出身。最初是織田信長的馬廻，一時間被提拔為赤母衣眾，在信長移至岐阜時一同伴隨並住在岐阜。
永祿11年（1568年），信長入京以後，成為吏僚並負責畿内的政務。蘭奢待下賜之際擔任御奉行（監督役）。天正2年（1574年）5月，成為南山城國守護。天正3年（1575年）3月，兼任大和國守護，於是擁有2個領國。而且參加對本願寺的戰爭、進攻長島一向一揆、高屋城之戰、討伐越前一向一揆並立下戰功。這年與羽柴秀吉、明智光秀、簗田廣正等一同敘任，被任命為備中守並下賜原田的姓。
天正3年（1575年）5月長篠之戰時，與佐佐成政、前田利家、野野村正成、福富秀勝等人同時擔任鐵砲奉行。
天正4年（1576年）4月，與明智光秀、荒木村重、細川藤孝及三好康長等一同在攻擊石山本願寺（石山合戰）時出陣，擔當主力負責攻略三津寺，但是遭到本願寺一側的伏兵攻擊，於亂戰中被雜賀眾的鈴木重秀軍殺死，因為這個戰線崩壊而令到織田軍陷入危機，但是由於信長自身的奮戰而成功令戰況好轉（天王寺合戰）。而塙直政與伯父塙安弘、弟弟小七郎等一族武將多數都戰死，失去有力人物的塙氏一族就以被信長追究敗戰責任的形式沒落。
有說法指後來在大坂之陣戰死的塙直之都是同族出身，不過詳細情況不明。

## 登場作品
小說
- （伊東潤著，文藝春秋出版，收錄在的短編）